# Bonaventura Cavalieri
Bonaventura Francesco Cavalieri či Cavalerius (1598 Milán – 30. listopad 1647 Bologna) byl italský matematik, astronom a fyzik, také řeholník a teolog. Známé jsou jeho příspěvky v oblasti optiky (zejména zrcadel) a mechaniky. Jím definovaný Cavalieriův princip ("tělesa se stejně velkými podstavami a výškami mají stejný objem, pokud mají řezy rovnoběžné s podstavami a vedené ve stejné vzdálenosti od podstav stejné obsahy") předjímá objev integrálního počtu. Podle Galilea Galileiho byl Cavalieri nejzasvěcenějším geometrem od dob Archimédových.

## Život
Jméno Bonaventura nebylo křestní, ale otcovo. Přijal ho při vstupu do jesuatského řádu (nezaměňovat se známějším jezuitským řádem) roku 1615. Působil v jesuatském klášteře v Pise, kde se setkal s matematikem a Galileovým žákem Benedetto Castellim. Ten Cavalieriho nadchl pro geometrii. Cavalieri ji pak vyučoval na univerzitě v Pise. Castelli také představil Cavalieriho Galileovi. Stali se přáteli a dochovala se jejich korespondence. Milovník vědy, milánský arcibiskup Federico Borromeo pak Cavalieriho přeložil do Milána, kde Cavalieri učil teologii v klášteře San Girolamo. V Miláně působil v letech 1620–1623. Poté byl tři roky v lombardském Lodi, později krátce v Římě, v letech 1626–1629 v Parmě, poté znovu v Miláně, aby v roce 1629 konečně získal vytoužené profesorské místo, a to na univerzitě v Bologni, kde učil až do smrti. Zároveň byl představeným tamního jesuatského kláštera. Vydal zde jedenáct knih, včetně slavné Geometrie (1635).
Na Měsíci je po něm pojmenován kráter.